# Imperiul Inca
Imperiul Inca a fost cel mai mare imperiu din America precolumbiană. S-a ridicat pe înălțimile din Peru în jurul anului 1200; între 1438 și 1533 Inca a reușit prin cuceriri și asimilări să încorporeze o mare parte din vestul Americii de Sud, având centrul în jurul Anzilor și a inclus o mare parte din teritoriul ocupat în prezent de Ecuador, Peru, Bolivia, Argentina și Chile.  În 1533, Atahualpa, ultimul împărat incaș (numit Sapa Inca) a fost omorât la ordinul conchistadorului Francisco Pizarro, marcându-se astfel începutul dominației spaniole.
|  |

Numele Imperiului Inca în limba Quechua, era Tawantin Suyu care poate fi tradus ca Cele patru regiuni sau Uniunea celor patru regiuni.  Înainte de  reforma Quechua era scris în Spaniolă ca Tahuantinsuyo.  Tawantin este un grup de patru elemente (tawa "patru" cu sufixul  -ntin care denumește un grup); suyu înseamnă "regiune" sau "provincie".  
Imperiul era împărțit în patru suyu, ale căror colțuri se întâlneau în capitala Cuzco (Qosqo), în actualul Peru.
Centrul administrativ, politic și militar al Imperiului incaș era în Cuzco. Tahuantinsuyo și-a atins apogeul la începutul secolului XVI când domina un vast teritoriu ce includea de la nord la sud, actualul teritoriu al Ecuadorului și o parte din Columbia până în centrul Chile și nord-vestul Argentinei, iar de la vest la est din Bolivia pâna la pădurile tropicale ale Amazonului. Tahuantinsuyo era organizat în “señoríos” (dominioane) cu o societate stratificată în care conducătorul era Inca, iar economic se baza pe proprietatea comună a pământului. De fapt Imperiul Inca a fost creat cu scopul de a răspândi civilizația, o civilizație bazată pe credințe mitice în care armonia relațiilor dintre oameni, natură și zei era esențială.
Limba oficială a imperiului era Quechua, deși erau vorbite peste șapte sute de limbi locale.
Se întâlneau mai multe forme locale de venerare însă liderii Inca încurajau venerarea propriilor zei, cel  mai important dintre aceștia fiind Inti, Zeul Soare.

## Miturile originii

Machu Picchu, „Orașul pierdut al incașilor”, acum un sit arheologic.

Incașii aveau trei mituri ale originii. În unul din ele, Viracocha și-a trimis cei patru fii și cele patru fiice să ridice un sat. Pe drum s-a născut Sinchi Roca (fiul lui Manco și Ocllo), și acesta i-a îndrumat spre Valea Cuzco unde și-au fondat noul oraș. Manco a devenit liderul lor fiind cunoscut ca Manco Capac.
În alt mit, zeul Soare Inti le-a poruncit  lui Manco Capac și Mama Ocllo să se ridice din adâncurile Lacului Tititaca și să găsească orașul Cuzco. Ei au mers prin peșteri subterane până au găsit Cuzco fondând aici Hurin Cuzco, prima dinastie a Regatului din Cuzco.
În cel de al treilea mit al originilor un zeu incaș al soarelui i-a spus soției lui că era singur. Aceasta i-a propus să creeze o civilizație care să-l venereze și să-i țină companie. Zeul a primit acest sfat ca o idee înțeleaptă și l-a pus în aplicare și așa s-au născut incașii din Lacul Cazco și au populat Anzii și și-au venerat zeul.
Miturile au fost transmise pe cale orală încă din vremurile cănd incașii nu foloseau scrisul. Probabil că a existat un Manco Capac ce a devenit șef al tribului său. Dovezile arheologice indică faptul că Inca era un trib relativ neimportant până la Sinchi Roca, numit și Cinchi Roca, cel ce este prima figură importantă în mitologia incașă, existența lui istorică fiind foarte probabilă.

## Istorie

### Formare și expansiune

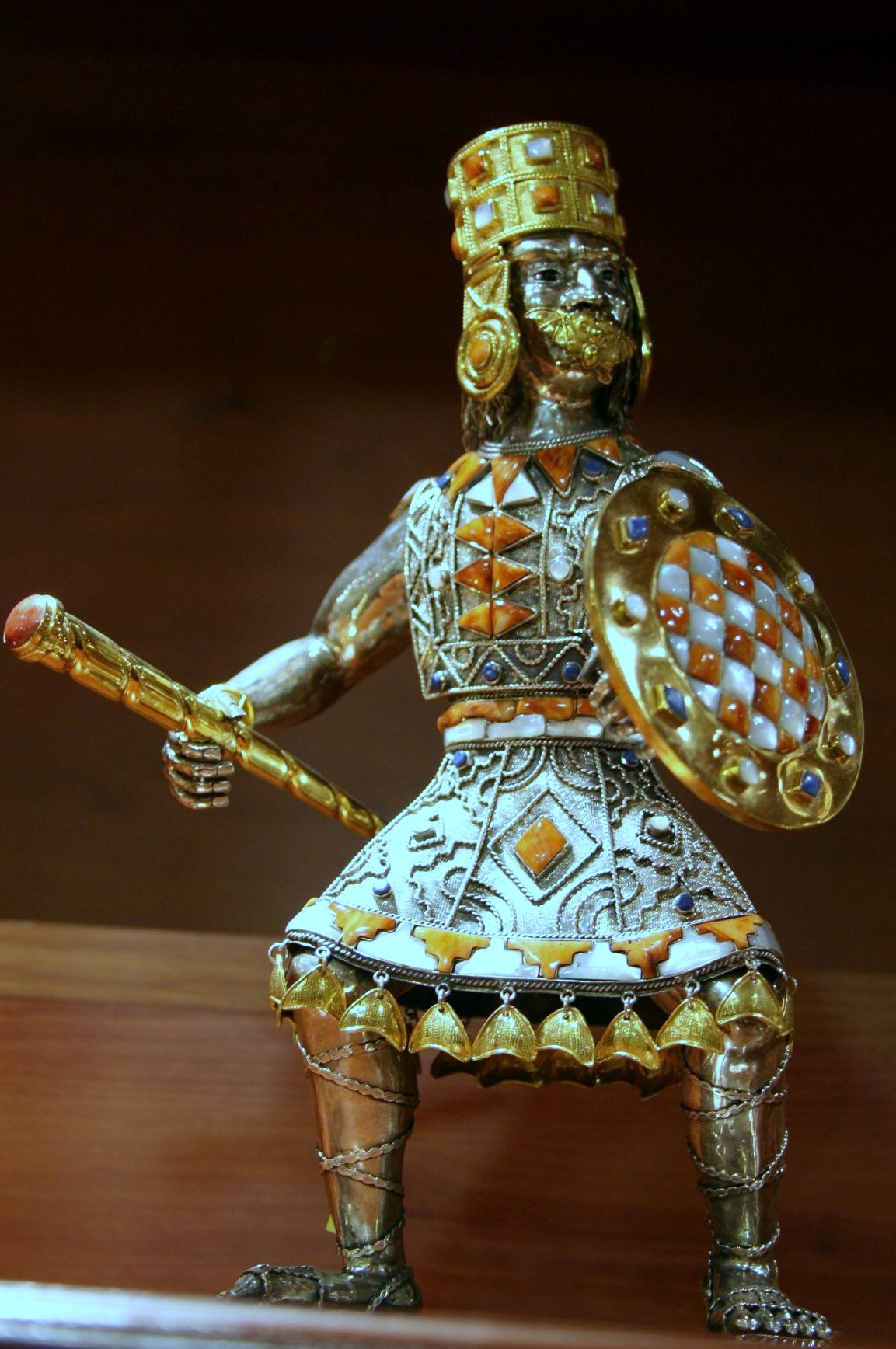
Arta Incașă - Ama - Cuzco, Peru

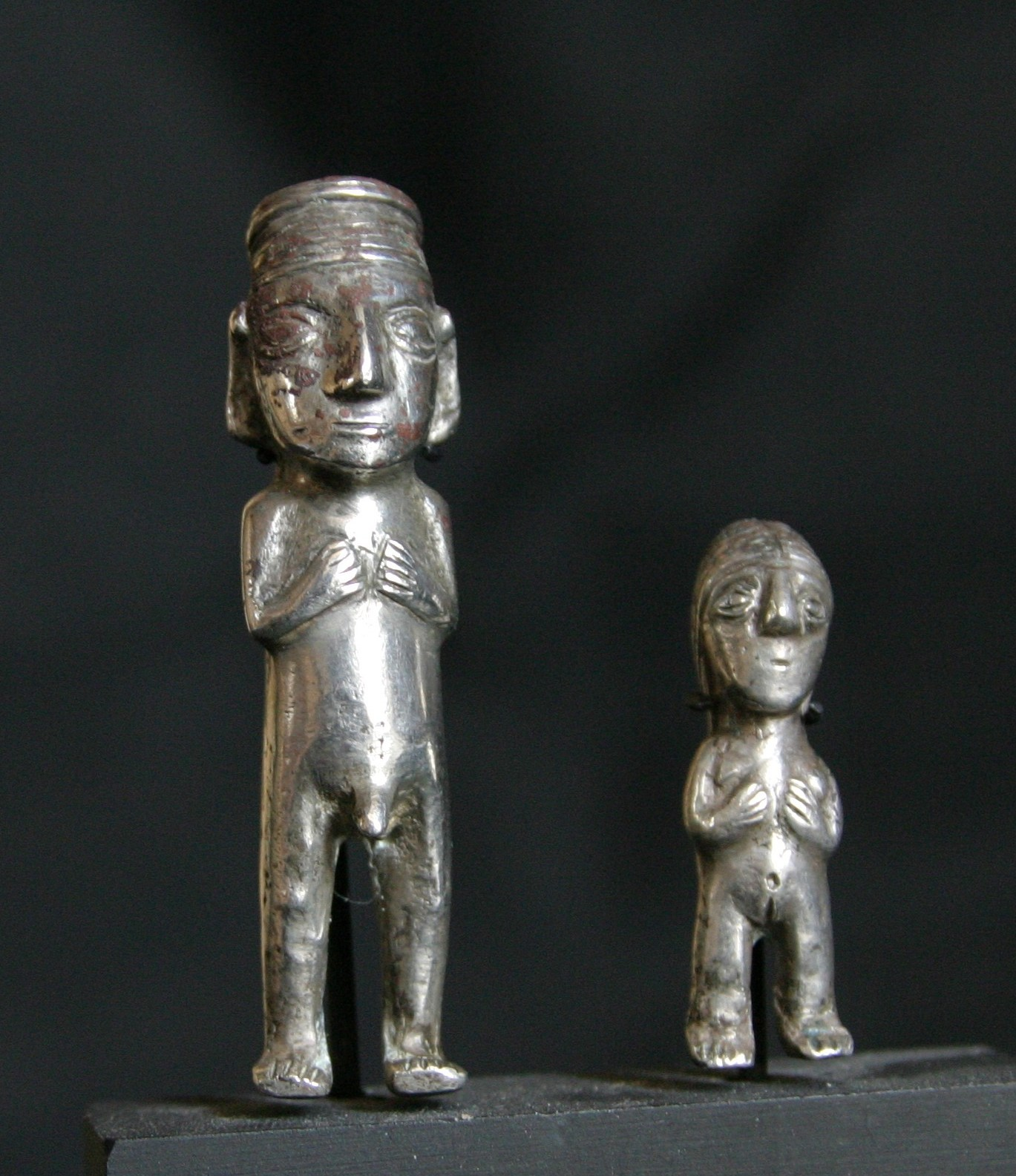
Lombards Museum 099

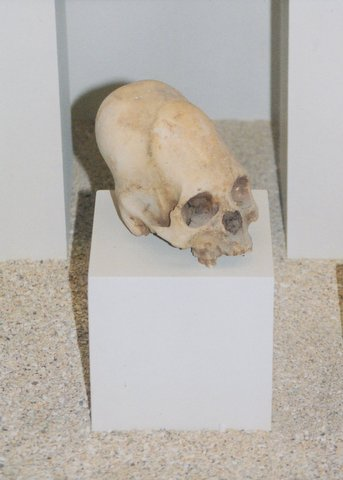
Craniu incaș alungit din Peru

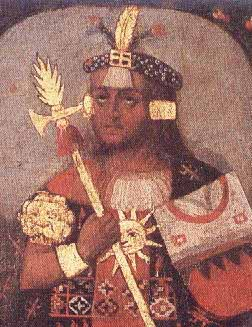
Pachacutec, secolul al XVI-lea

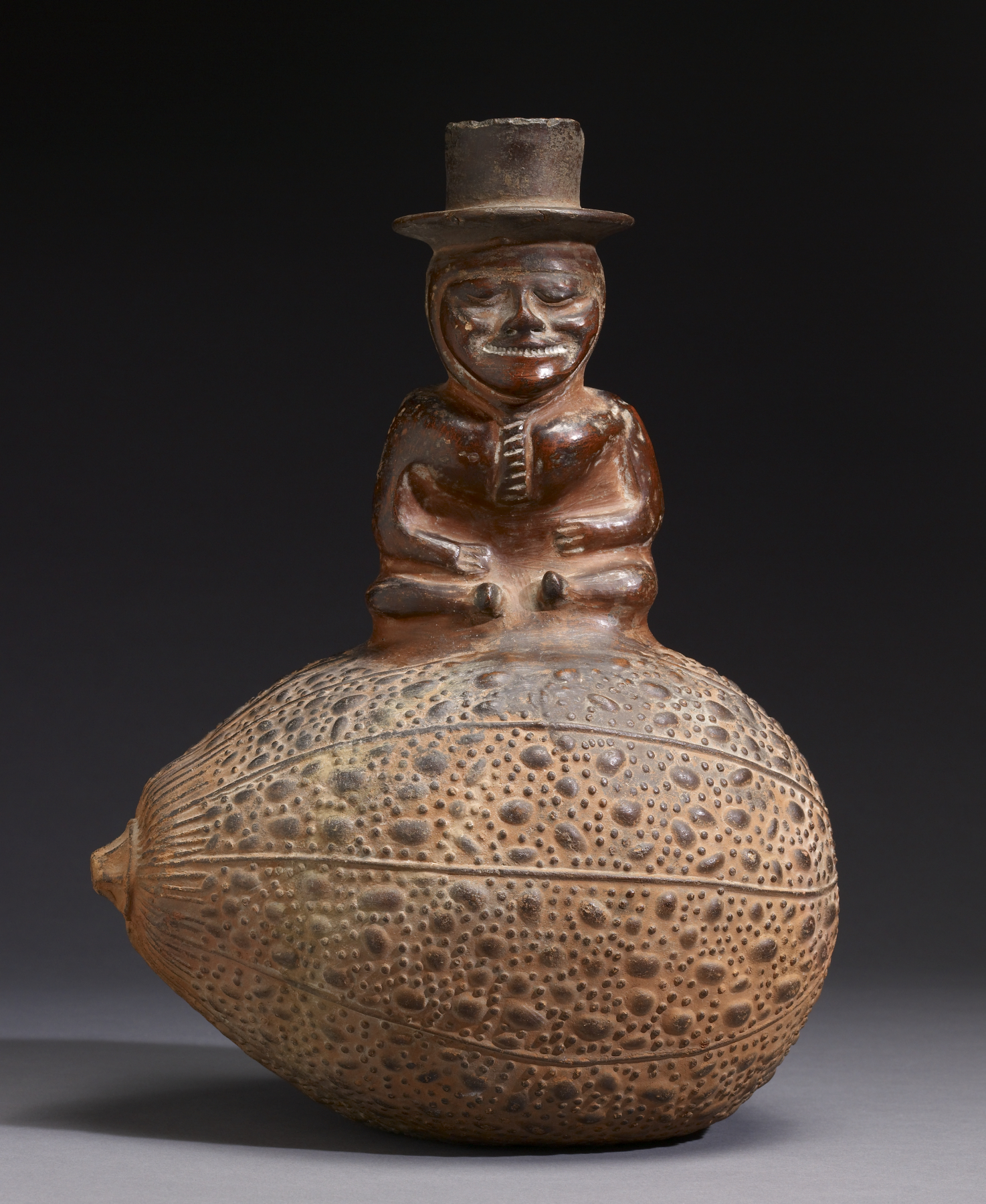
Inca - Vessel of Spirit Man on Gourd - Walters 482834

Poporul incaș a apărut ca un trib în zona Cuzco în secolul XII. Sub conducerea lui Manco Capac, ei au format mica cetate-stat Cuzco (Quechua Qosqo) reprezentat pe hartă cu roșu. În 1438 sub conducerea lui Pachacuti (în traducere numele lui înseamna zguduitorul lumii) Inca a început o extraordinară campanie de expansiune, la sfârșitul căreia aproape întreaga zonă a Anzilor a ajuns sub controlul incașilor.
Pachacuti a reorganizat regatul din Cuzco transformându-l în imperiu, Tahuantinsuyu cu un sistem federal ce consta dintr-o putere centrală cu Inca la conducerea ei și patru conduceri provinciale cu lideri puternici: Chinchasuyu (NW), Antisuyu (NE), Contisuyu (SW) și Collasuyu (SE).
Machu Picchu se crede a fi fost construit tot de Pachacuti.
Pachacuti trimetea spioni în regiunile pe care le dorea în imperiul său, aceștia făceau rapoarte cu privire la organizarea politică, puterea militară și avuție. El trimitea apoi liderilor acestor teritorii mesaje în care accentua beneficiie alăturării la imperiul său, oferindu-le cadouri de lux cum ar fi textile de foarte bună calitate, și le promitea că vor fi mai bogați ca supuși ai Inca. Majoritatea acceptau pașnic supunerea. Fii conducătorilor erau aduși în Cuzco și erau învățați despre sistemul administrativ incaș și se întorceau apoi să conducă teritoriile lor natale. Acest lucru permitea incașilor îndoctrinarea fiilor foștilor conducători.
În tradiția Inca fiul era cel ce conducea armata, astfel Túpac Inca fiul lui Pachacuti a început campania de cuceriri în nord în 1463 continuând-o și după moartea tatălui său în 1471. Cea mai importantă cucerire a sa a fost Regatul Chimor singurul rival serios pe coasta Peru. Imperiul lui Túpac se întindea la nord pană în actualele Ecuador și Columbia.
Huayna Cápac, fiul lui Túpac Inca, a adăugat teritorii semnificative la sud. La apogeu Tahuantinsuyu includea Peru și Bolivia, majoritatea a ceea ce este azi Ecuador, mare parte din Chile, și zone din  Argentina și Columbia.
Tahuantinsuyu era casa unei multitudini de limbi, culturi și oameni, teritoriile imperiului nefiind uniform loiale, nici culturile locale pe deplin integrate; de exemplu Chimú au continuat să folosească propia monedă în comerț, în timp ce imperiul, ca un întreg, avea o economie bazată pe schimb și pe taxarea prin produse de lux și muncă. Partea din Chachapoya ce fusese cucerită își exprima ostilitatea aproape pe față, iar nobilii incași au refuzat să se refugieze în regatul acestora după apariția problemelor cauzate de prezența spaniolilor.

### Cucerirea spaniolă și Vilcabamba
Conchistadorii conduși de Francisco Pizarro au explorat spre sud din Panama, ajungând pe teritoriile incașilor în 1526. Le-a fost clar că au ajuns pe un teritoriu bogat și, după încă o expediție (în 1529), Pizarro s-a întors în Spania și a primit aprobarea regală de a cuceri regiunea și de a fi numit vicerege al acesteia.
În momentul întoarcerii lor în Peru, în 1532, un război de succesiune izbucnise între fiii lui Huayna Capac Huascar și Atahualpa, tulburări și nemulțumiri din partea ultimilor cuceriți, și probabil cel mai important variola, ce se răspândise dinspre America Centrală—toate acestea slăbind considerabil imperiul.
Armata lui Pizarro era formată doar din 180 de oameni, un tun și 27 de cai, de multe ori fiind nevoit să treacă peste anumite confruntări ce l-ar fi distrus, prin negocieri. Prima confruntare a fost lupta de la Puná, lângă actualul Guayaquil, Ecuador; Pizarro a fondat apoi orașul Piura în iulie 1532. Hernando de Soto a fost trimis să exploreze zona centrală și s-a întors cu invitația de a-l întalni pe Atahualpa, care îl învinsese pe fratele său în războiul civil și care era staționat la Cajamarca, cu armata sa de 80.000 de soldați.
Pizarro s-a întâlnit cu Inca. Acesta adusese doar un mic grup de oșteni cu el și, prin intermediul translatorilor, i-a cerut să se convertească la creștinism. Atahualpa a luat Biblia și a aruncat-o pe jos, gest interpretat de spanioli ca suficient pentru declanșarea războiului, deși mulți cronicari sugerează că Atahualpa pur și simplu nu înțelesese noțiunea de carte. Spaniolii au atacat, capturându-l pe Atahualpa.
Atahualpa le-a oferit spaniolilor aur cât să umple camera în care era închis și de două ori mai mult argint. Incașii și-au îndeplinit promisiunea și au plătit răscumpărarea, însă Pizarro a refuzat să-l elibereze. În timp ce Atahualpa era închis, Huascar a fost asasinat.  Spaniolii au afirmat că acest asasinat se făcuse la comanda lui Atahualpa, aceasta fiind una din acuzațiile care i-au fost aduse atunci când spaniolii au decis, într-un final, să îl execute în luna august a anului 1533.
Spaniolii l-au instalat pe Manco Inca Yupanqui la putere și, pentru o vreme, acesta a cooperat, în perioada în care spaniolii au luptat împotriva rezistenței din nord.  Între timp Diego de Almagro, un asociat al lui Pizarro a încercat să pretindă Cuzco pentru el.  Manco a încercat să folosească aceste neînțelegeri din rândul spaniolilor, recucerind Cuzco (1536), însă doar pentru o scurtă perioadă.
Manco Inca s-a retras în munți (Vilcabamba), unde, a condus, împreună cu succesorii săi, pentru încă 36 de ani. A făcut unele incursiuni împotriva spaniolilor și a incitat la revoltă. În 1572, ultima cetate incașă a fost descoperită, iar ultimul conducător, Túpac Amaru, fiul lui Mancoa fost capturat și executat, ducând astfel la sfârșitul Imperiului Incaș.

### După cucerirea spaniolă
După ce Tahuantinsuyu a căzut, noii conducători spanioli au trecut la represalii brutale împotriva oamenilor și tradițiilor acestora. Multe elemente ale culturii Inca au fost sistematic distruse, inclusiv sofisticatele sisteme folosite în agricultură.  Un membru al fiecărei familii era obligat să lucreze în minele de aur și argint (cea mai importantă dintre acestea fiind Potosí).  Dacă cel trimis să muncească murea, ceea ce de obicei se întâmpla într-un an doi, familia trebuia să trimită un înlocuitor.

## Moștenirea Incașilor
Cele mai importante limbi ale imperiului, Quechua și aymara, au fost folosite de Biserica Catolică pentru convertirea zonei Anzilor. În unele cazuri, aceste limbi au fost folosite și pentru evanghelizarea zonelor care foloseau alte limbi ducând astfel la o răspândire și mai largă. Astăzi Quechua și Aymara rămân cele mai răspândite limbi amerindiene.
Legenda incașilor a servit de-a lungul timpului ca inspirație pentru mișcările de rezistență din regiune; rebeliunea din 1780 împotriva spaniolilor condusă de Tupac Amaru II, precum și mișcările de guerrilla contemporane precum Mișcarea Revoluționară Túpac Amaru (MRTA) și Sendero Luminoso (Calea Luminoasă) în Peru și Tupamaros în Uruguay.
În prezent steagul curcubeu este asociat cu Tawantinsuyu și prezentat în Peru ca un simbol al trecutului incaș.

## Societatea

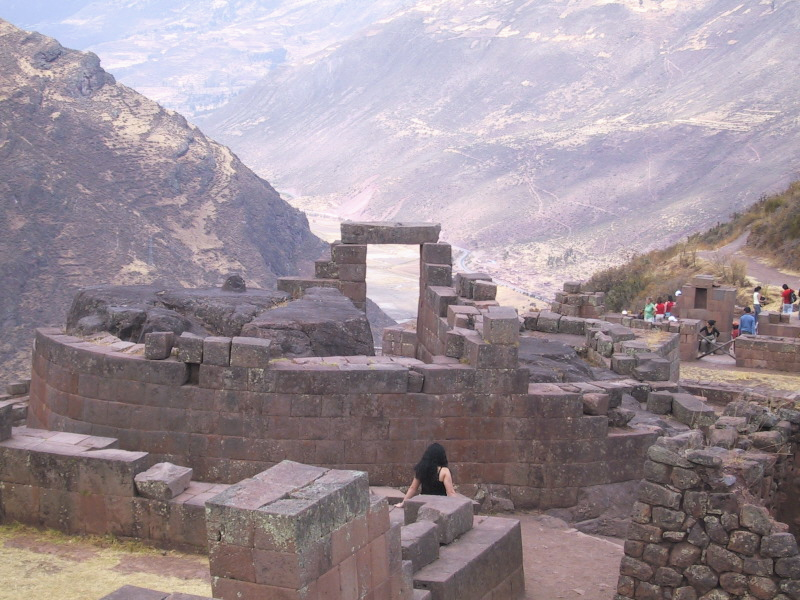
Ollantaytambo complex administrativ, religios, agricol și militar incaș

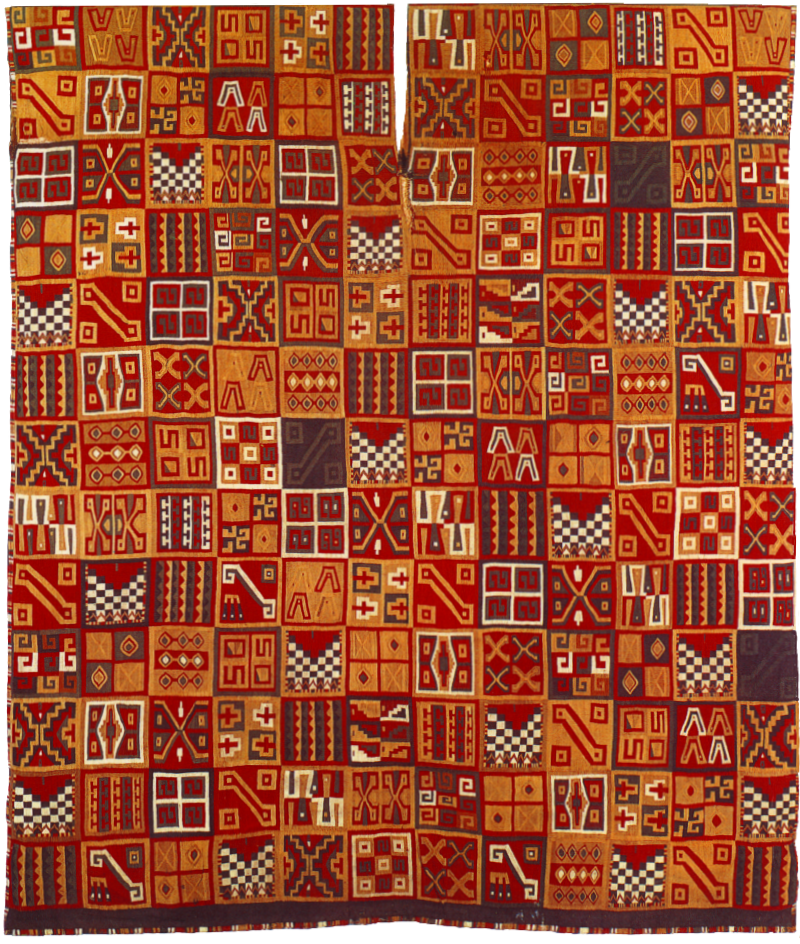
Tunică incașă

Cel mai important personaj al imperiului era Sapa Inca ('unicul Inca'). Doar descendenții tribului incaș inițial au acces la nivelul de Inca; majoritatea tinerilor familiilor Inca erau educați în Yachayhuasis (casa cunoștințelor).
Tahuantinsuyu era un sistem federal ce consta dintr-o putere centrală cu Inca la conducerea ei și patru conduceri provinciale cu lideri puternici: Chinchasuyu (NW), Antisuyu (NE), Contisuyu (SW) și Collasuyu (SE). Fiecare provincie avea un guvernator care supraveghea oficialii locali, care la rândul lor erau responsabili de  orașe, mine și văile productive agricol. Sistemul militar și cel religios erau  separate ducând astfel la o relativă echilibrare a puterii. Oficialii locali erau responsabili de atenuarea disputelor și de urmărirea efectuării serviciului public obligatoriu de către fiecare familie.
În arta Inca arhitectura a fost de departe cea mai importantă, ceramica și textilele reflectau motive ce își găsiseră apogeul în arhitectură. Cel mai bun exemplu este Machu Picchu, templul din piatră construit printr-un proces ce nu implica folosirea mortarului, folosit pentru prima oara la scară largă de Tiwanaku. După cucerirea zonei aflată la sud de Lacul Titicaca incașii au folosit în Cuzco lucrători din regiunea Tiwanaku. Pietrele folosite în construcții erau sculptate să se îmbine exact coborând în mod repetat o piatră peste cealaltă și sculptând zonele din piatra inferioară unde praful era compresat. Această îmbinare precisă, împreună cu concavitatea blocurilor de piatră inferioare dădeau clădirilor o extraordinară stabilitate în condițiile frecventelor cutremure ce se înregistrau în zonă. Incașii construiau  întregul oraș odată.
Incașii au făcut o serie de descoperiri în medicină, efectuau trepanații reușite ce constau în executarea unor găuri în craniu pentru eliberarea presiunii cheagurilor de sânge asupra creierului. Frunzele de Coca erau folosite (și în Anzi  încă sunt)pentru a ușura foamea și durerea. Mesagerii (Chasqui) obișnuiau să mestece frunze de coca pentru extra energia, ce le era necesară îndeplinirii însărcinării de a transmite mesaje în tot imperiul.
Dieta incașilor consta în principal din pește, verdețuri și nuci, suplimentate uneori de carne (de cobai); în plus vânau diverse animale pentru carne, blănuri și pene. Porumbul era folosit pentru obținerea unei băuturi alcolice fermentate numite chicha. Sistemul de drumuri incaș a fost cel care a asigurat succesul agriculturii permițând  distribuția alimentelor pe distanțe mari. Incașii au construit și mari depozite ce le-au permis un trai normal (spre deosebire de civilizațiile învecinate) în anii în care El Niño afecta zona.
Incașii credeau în reîncarnare. Cei care se supuneau codului moral incaș — ama suwa, ama llulla, ama quella (nu fura, nu minți, nu fi leneș)— urmau să trăiască în căldura Soarelui, ceilalți își petreceau eternitatea pe pământul rece. Inca practicau și deformarea cranială prin înfășurarea strânsă a capului noilor-născuți, acest proces necauzând însă leziuni cerebrale.

## Religia
Religia Inca era politeistă (zeul soarelui, zeița pământului, zeul porumbului etc.). Supușii imperiului aveau dreptul să-și venereze zeii ancestrali atâta timp cât recunoșteau supremația lui Inti, zeul soare, care era cel mai important zeu venerat de conducerea Inca. Așadar ayllu (familiile lărgite) și orașele-stat ce făceau parte din imperiu și-au putut venera în continuare proprii zei. În cadrul ceremoniilor religioase incașii sacrificau lame, însă mai târziu au trecut și la sacrificii umane. Mare parte din contactul dintre clasele superioare și cele inferioare era de natură religioasă și consta în complicate ceremonii ce durau uneori de la răsăritul până la apusul soarelui. Incașii organizau ceremonii în care erau selectați oameni care urmau sa fie "venerați" fiindu-le scoasa inima în numele zeilor.